# جيمس شو
جيمس شو (بالإنجليزية: James Shaw)‏ (8 أغسطس 1904 في المملكة المتحدة - ) هو لاعب كرة قدم بريطاني في مركز الهجوم. لعب مع بولتون واندررز ونادي أرسنال ونادي برينتفورد ونادي غيلينغهام وفريكلي أثلتيك ‏.

## وصلات خارجية
- جيمس شو على موقع قاعدة بيانات كرة القدم.إي يو (الإنجليزية)